# Rolltreppe abwärts (Film)
Rolltreppe abwärts ist ein 2005 veröffentlichter deutscher Film von Dustin Loose, der auf dem gleichnamigen Roman von Hans-Georg Noack basiert.

## Handlung
Jochen hat keine Freunde. Den neuen Lebensgefährten seiner Mutter akzeptiert er nicht als Vaterersatz. Da seine Mutter viel arbeiten muss, um sich und ihren Sohn durchzubringen, ist Jochen oft allein. Er sucht Freundschaft, Aufmerksamkeit und Geborgenheit. Aus Hunger beginnt er mit kleinen Kaufhausdiebstählen, die sich jedoch ausweiten, als er dabei den älteren Alex kennenlernt, der Jochen alles zu bieten scheint, was er sucht. Doch die vermeintliche Freundschaft ist unausgeglichen, da Alex als Gegenleistung für seine Zuwendung von Jochen verlangt, einen portablen MiniDisc-Rekorder zu stehlen. Dabei wird Jochen jedoch erwischt. Alex distanziert sich in der Folge von ihm, und zu Hause droht ihm Riesenkrach. Aus Enttäuschung und Wut über dessen Verhalten schlägt Jochen einen Mitschüler zusammen, der ihn einen Kaufhausdieb nennt. Seine Mutter und seine Lehrer wissen sich nicht anders zu helfen und übergeben Jochen dem Fürsorgeheim. Hier erwartet den Jungen die Hölle der Erziehungsmethoden von Herrn Hamel: Kontrolle Tag und Nacht, kein Ausgang und harter Drill bestimmen den Tagesablauf im Heim. Für Jochen erscheint sowohl sein Verbleib hier als auch eine Rückkehr nach Hause ausgeschlossen.

## Hintergrund
Der Film entstand auf Initiative einer Gruppe jugendlicher Filmschaffender. 2004 gründeten der damals 17-jährige Dustin Loose und der 19-jährige Christopher Zwickler die Produktionsfirma SceneMissing. Sie verfilmten Rolltreppe abwärts, wobei Loose Regie führte und Zwickler die Produktion übernahm. Hans-Georg Noack, Autor der Buchvorlage, unterstützte sie dabei, während er zuvor Angebote anderer Produzenten abgelehnt hatte. Bei der Verwirklichung des Projekts halfen außerdem 50 Jugendliche, die sich sowohl als Schauspieler als auch hinter der Kamera betätigten, sowie einige professionelle Mitarbeiter.

## Filmmusik
Die Filmmusik schuf der Komponist und Hörspiel-Autor Manuel Rösler.

## Besetzung
Das Jugend-Ensemble wurde vom Jungen Theater Bonn zur Verfügung gestellt, wo die meisten Darsteller mehrere Jahre professionell auf der Bühne standen.

## Kinostart
Der Film feierte am 12. Juni 2005 im WOKI-Filmpalast in Bonn seine Premiere und ist seit dem 9. Februar 2006 in deutschen Kinos zu sehen. Die DVD wurde am 20. April 2007 veröffentlicht.

## Kritiken
„Starkes Regiedebüt eines 19jährigen Schülers. […] Ein einziger, eigentlich ganz simpler filmischer Schachzug genügt dem 19jährigen Regisseur in diesem Moment, um eine überwältigende emotionale Verbindung zwischen seinem jugendlichen Anti-Helden Jochen (Timo Rüggeberg) und dem Betrachter zu etablieren. […] Die Bilder, mit denen Loose diese Chronik eines Absturzes in Gewalt und Jugendkriminalität entfaltet, sind eindrucksvoll. Alleine die Entscheidung, diese Geschichte eines Jungen, der den Hoffnungen und Plänen seiner Mutter (Diana-Maria Breuer) im Weg steht und so nach einigen Fehltritten in einem Erziehungsheim landet, in Rückblenden zu erzählen, zeugt von einem enormen Gespür für die Möglichkeiten des Kinos.“

„Rolltreppe abwärts ist ein schöner Film. Die Szenen zwischen den jungen Laiendarstellern wirken natürlich und entspannt und sind wie selbstverständlich mit der Kamera eingefangen.“

„Debütfilm mit mitunter allzu unscharfen Bildern und jungen Darstellern, die ihre Texte eher unbeholfen vortragen. Die in Rückblenden erzählte Geschichte eines Niedergangs entwickelt sich in eingängigem Rhythmus dennoch zu einer interessanten Sozialstudie.“

„Der Eindruck, dass Rolltreppe abwärts nur besseres Schultheater ist, hält sich beim Zuschauer maximal fünf Minuten. Zu stark ist der Sog, der von Jochens Schicksal ausgeht. Zu stark ist Timo Rüggeberg, der Jochen glaubhaft als angsterfüllten, tief verletzten Rebellen gibt und so fast schon auf den Spuren eines James Dean in Denn sie wissen nicht, was sie tun wandelt. Zu stark ist auch Dustin Looses Inszenierung, die mit kleinen Mitteln die meisten Hochschulabschlussfilme übertrifft. Zu stark aber vor allem die Geschichte, die in nur 79 Minuten eine Vielzahl von Figuren vielschichtig, aber niemals beliebig porträtiert.“

„Natürlich ist Rolltreppe abwärts kein technisch perfekter Film, und auch das Spiel der Laien, die von einigen professionellen Schauspielern unterstützt werden, ist anfangs etwas gewöhnungsbedürftig. Dann aber entwickelt der Film einen Sog, der bis zum Schluss für Spannung und ein starkes Gefühl der Empathie sorgt. Bewundernswert ist dabei vor allem, wie gut es den Machern gelingt, die vielen Facetten der unterschiedlichen Charaktere herauszuarbeiten. […] Man spürt förmlich, dass die Macher vor und hinter der Kamera genau wissen und nachvollziehen können, was den Protagonisten in seiner konkreten Lebenssituation bewegt und was ihn umtreibt. Ein äußerst empfehlenswerter Film.“